# Fermedo
Fermedo is een plaats (freguesia) in de Portugese gemeente Arouca en telt 1 504 inwoners (2001).